# Fondeadero Jacob
Fondeadero Jacob (spanisch) ist ein Naturhafen im südlichen Teil des Wilhelm-Archipels westlich der Antarktischen Halbinsel. Er liegt südlich der Cruls-Inseln.
Chilenische Wissenschaftler benannten ihn nach Gerald Jacob Neumann, der bei der 17. Chilenischen Antarktisexpedition (1962–1963) an Bord der Piloto Pardo an der Erkundung von Robert Island im Archipel der Südlichen Shetlandinseln beteiligt war.